# Andrej Orlov
Andrej Anatoljevič Orlov, známý jako Orluša (Orlusha) (* 2. listopadu 1957, Berezniki, Sovětský svaz) je ruský básník, novinář, scenárista a producent.

## Názory
Během ruské agrese proti Gruzii v roce 2008 nosil tričko s nápisem „Jsem Gruzínec“ a psal básně satirizující ruské vedení za jeho politiku vůči Gruzii. Když byl v Rusku v roce 2013 přijat homofobní zákon a před olympiádou v Soči v zimě 2014 úřady začaly utrácet toulavé psy, měl na sobě tričko „Jsem toulavý pes a homosexuál, zabij mě!“
V březnu 2014 podepsal výzvu ruských kulturních osobností proti okupaci Krymu.
Během války na východní Ukrajině napsal několik básní věnovaných událostem tohoto konfliktu, např. „Requiem za sestřelený Boeing“. Báseň odkazuje na sestřelení letu Malaysia Airlines 17 v červenci 2014, v jehož důsledku zemřelo všech 283 pasažérů a 15 členů posádky.
Dne 24. srpna 2014 blahopřál Ukrajincům básní věnovanou Dni nezávislosti Ukrajiny.
V srpnu 2015, během vlny ničení sankcionovaných produktů v Rusku, napsal báseň „Smrt parmezánu“. V listopadu 2015 prohlásil „Jsem Ukrajinec“ a nahrál video, ve kterém zpíval ukrajinskou hymnu.
V srpnu 2018 napsal báseň „Vítr nad Labytnangi“ na podporu ukrajinského filmového režiséra Oleha Sencova, který zde byl vězněn.